# Coals of Fire (film 1915)
Coals of Fire è un cortometraggio muto del 1915 diretto da Tom Ricketts. Prodotto dall'American Film Manufacturing Company da un soggetto di Theodosia Harris, aveva come interpreti Harry von Meter, Vivian Rich, Louise Lester.

## Trama
Il ricco John Vincent stravede per il figlio Ben, mentre trascura la figlia Mary che, alla morte della madre, resta sola e senza affetti. Vincent si libera della figlia quando questa si sposa, lasciandolo libero di dedicare il suo tempo a Ben, che prende come socio giovane nella sua azienda. Il suo mondo crolla, però, quando un operaio impazzito pugnala suo figlio, uccidendolo. Mary prende i suoi bambini e corre con loro dal padre, distrutto dal dolore. L'uomo ha un ictus che gli fa perdere la memoria. Non si riprende più e crede che il nipotino sia invece Ben da bambino. Mary glielo lascia credere, cercando così di confortarlo fino alla fine.

## Produzione
Il film fu prodotto dalla American Film Manufacturing Company.

## Distribuzione
Distribuito dalla Mutual, il film - un cortometraggio di una bobina - uscì nelle sale cinematografiche degli Stati Uniti il 27 gennaio 1915.